# An der Tränke 3 (Korschenbroich)

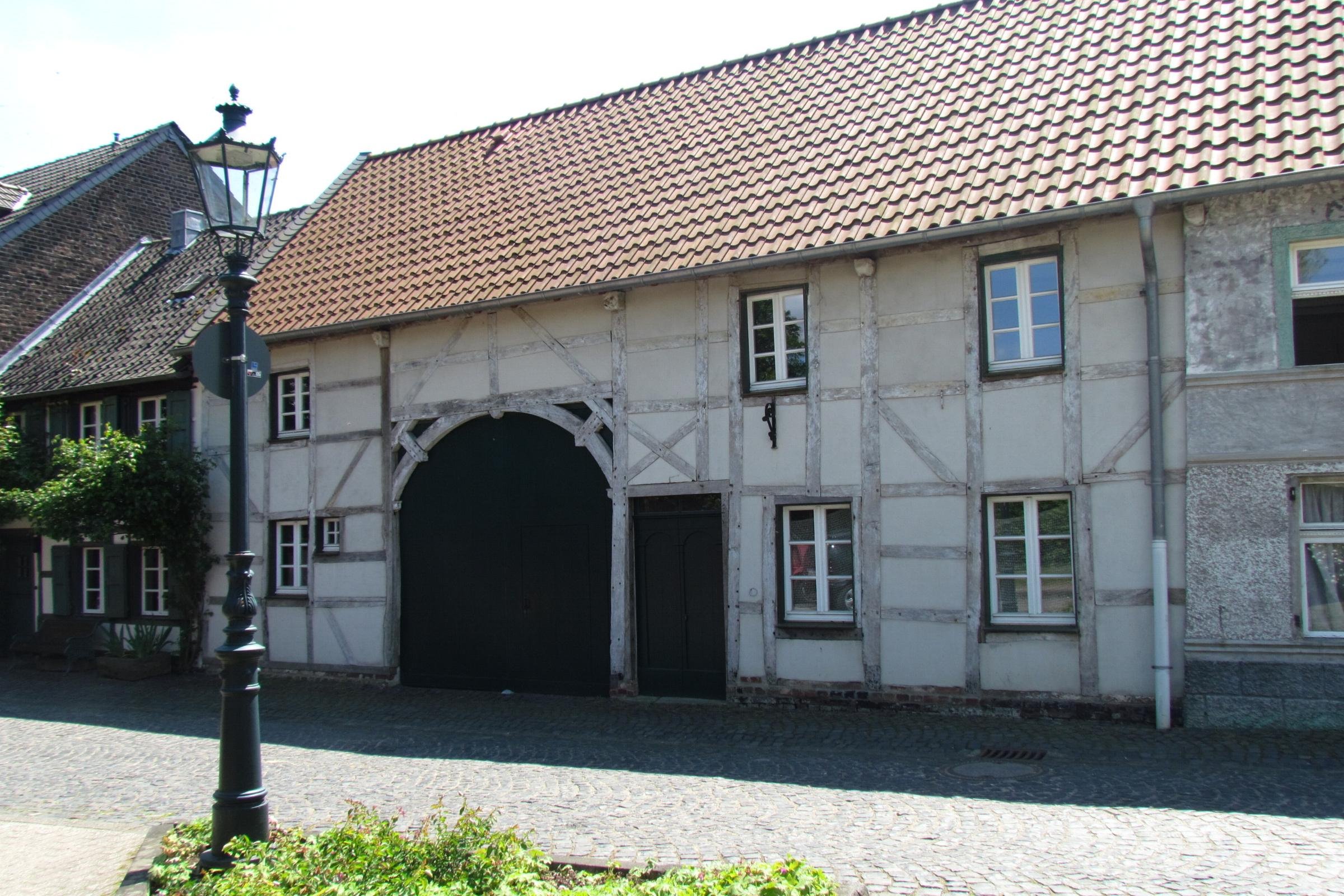
Ehemaliger Fachwerkhof

Der ehemalige Fachwerkhof  An der Tränke 3 steht im Stadtteil Liedberg in Korschenbroich  im Rhein-Kreis Neuss in Nordrhein-Westfalen.
Das Haus wurde im 18. Jahrhundert erbaut und unter Nr. 122 am 9. Juni 1987 in die Liste der Baudenkmäler in Korschenbroich eingetragen.

## Architektur
Bei dem Denkmal handelt es sich um einen ehemaligen eineinhalb-geschossigen Fachwerkhof aus dem 18. Jahrhundert. Links neben der Eingangstür befindet sich eine Hofeinfahrt. Das Fachwerk ist heute verputzt. Das Haus „An der Tränke 3“ stellt als Bestandteil des denkmalwerten Ensembles des alten historischen Marktes ein Denkmal dar. Liedberg und insbesondere auch der alte noch vorhandene Markt haben für die Stadtgeschichte von Korschenbroich heimatgeschichtliche Bedeutung.